# Baardheere
Baardheere er en vigtig landbrugsby i Geedo-provinsen i Somalia. Byen er den næststørste i Jubbadalen efter Kismaayo. Floden Jubba løber igennem byen.

2°20′N 42°17′Ø / 2.333°N 42.283°Ø